# Eudule retroacta
Eudule retroacta är en fjärilsart som beskrevs av Louis Beethoven Prout 1934. Eudule retroacta ingår i släktet Eudule och familjen mätare. Inga underarter finns listade i Catalogue of Life.